# Ben Agbee
Ben Agbee est un artiste du Ghana. Il est né au Ghana en 1966, et s'est spécialisé dans l'art à l'université. Il a obtenu son diplôme en 1989. Après son diplôme, Agbee a continué à peindre tout en travaillant dans la publicité et le design. Travaillant principalement à l'acrylique sur toile, Agbee se concentre presque exclusivement sur le sujet des femmes africaines, généralement de profil, s'inspirant souvent de deux motifs différents pour leur représentation. Agbee a participé à plusieurs expositions collectives et individuelles à Accra, dans d'autres villes du Ghana, aux Pays-Bas, aux États-Unis, en Nouvelle-Zélande et dans d'autres endroits du monde. 